# Villares de Órbigo
Villares de Órbigo – gmina w Hiszpanii, w prowincji León, w Kastylii i León, o powierzchni 25,85 km². W 2011 roku gmina liczyła 708 mieszkańców.